# جون سميث (سياسي أمريكي، مواليد 1750)
جون سميث (بالإنجليزية: John Smith)‏ هو سياسي أمريكي، ولد في 7 مايو 1750، وتوفي في 5 مارس 1836 في Rockville, Virginia ‏ في الولايات المتحدة. نشط حزبياً في الحزب الجمهوري الديمقراطي. وقد انتخب عضو مجلس نواب الولايات المتحدة عن ولاية فرجينيا وانتخب عضو مجلس النواب الأمريكي.